# دفنة ستابفية
دفنة ستابفية (الاسم العلمي: Daphne stapfii) هي نوع من النباتات تتبع جنس الدفنة من الفصيلة المثنانية.